# Societat Coral El Vallès
La Societat Coral El Vallès és una entitat cultural dedicada al cant coral creada el 1877 per fer arribar la cultura a les classes populars. Té la seu a la Casa de la Societat Coral El Vallès des de 1985, a la plaça d'en Clos, en un edifici catalogat com a Bé Cultural d'Interés Local.

## Entitat
Té un caire social, que segueix el lema del mestre Josep Anselm Clavé, progrés, virtut i amor i que servia com a aglutinadora de la tradició coral al municipi de Ripollet. L'Associació Societat Coral El Vallès el 2018 va rebre la Creu de Sant Jordi.

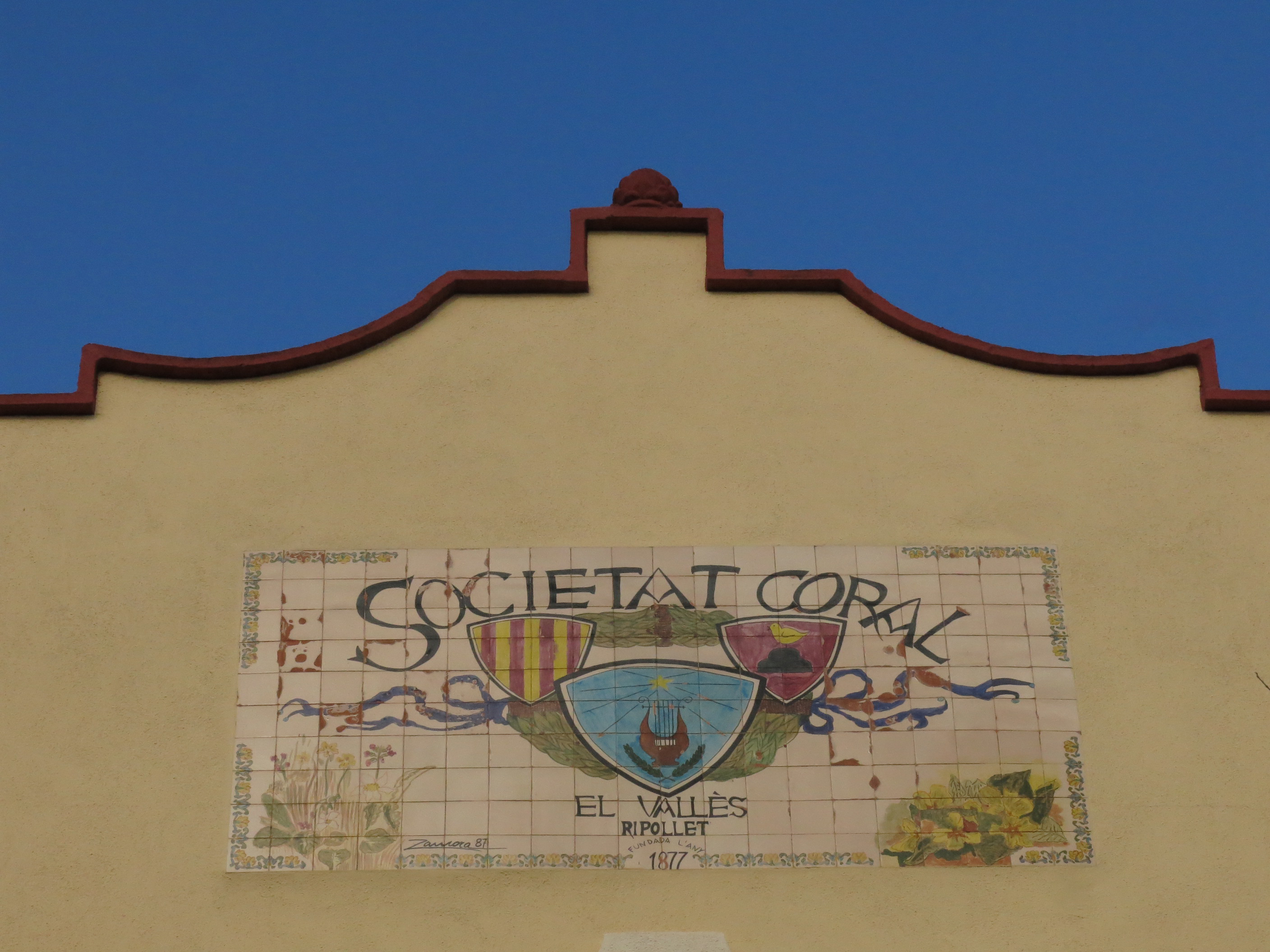
Rètol de la societat a la façana de l'edifici

L'escola de música proposa una educació global en què es pot explorar tant la vessant vocal, amb la pràctica de la veu, com la instrumental, amb l'objectiu de crear, a curt termini, una banda.
L'entitat ha mantingut la seva activitat coral ininterrompudament des de la seva fundació, tret d’uns anys durant la Guerra Civil Espanyola. Fins l’any 1.974 es va mantenir com a cor de veus masculines seguint el model claverià, però els canvis socials i la manca de cantaires van transformar la coral en un cor mixte. L’any 2005 es creen dues seccions corals entre els propis cantaires: Veus del Vallès i Coral Tradicional, generats a partir de diferents inquietuds i objectius musicals.
És una de les corals més antigues de la Federació de Cors de Clavé i des de l’any 1991 forma part de la FCEC (Federació Catalana d’Entitats Corals). L’any 2008 enregistra l’himne de Ripollet: Cant a Ripollet, amb lletra de Josep Maria Brull, i música de Antoni Oliva.

## Edifici
La Casa de la Societat Coral El Vallès és un edifici de planta baixa més un pis cobert amb teula a dues vessants. La composició de la façana és simètrica: tres obertures a la part baixa i tres més al primer pis, de les quals la del mig és una finestra més petita i les altres dues, balcons. Totes però, presenten motllures de resseguiment pintades de blanc. Entre la finestra del primer pis i el coronament, un rectangle de rajoles amb l'emblema dels Cors Clavé, als quals pertany la societat coral que actualment ocupa la casa, i la inscripció "Societat Coral. El Vallès. Ripollet.". El coronament és de formes mixtilínies amb tres pinyes, dues als angles i una al bell mig.
Bastit durant la primera meitat del segle xix, aquest habitatge fou conegut antigament amb els noms de "Ca la Martria" o "Cal Mero". Fins a mitjans del segle XX els baixos contenien una botiga de queviures. A mitjan segle XX la casa passà a mans d'una altra família, que va tancar la botiga. L'any 1985 es va reconstruir l'edifici sota la direcció de l'arquitecte Joan Canals, com a seu de la societat coral "El Vallès", fundada l'any 1877.